# José de Fontes Pereira
José de Fontes Pereira (Luanda, 1838 - maig de 1891) fou un periodista i advocat radical d'Angola.

## Carrera
Considerat un primerenc nacionalista angolès i assimilado, Pereira va aprofitar una relativa llibertat de premsa a Angola des de 1870-1890 per qüestionar les obligacions i control portugueses sobre Angola. Va abordar temes com l'exportació d'angolesos negres a les plantacions de São Tomé i Príncipe, treballs coercits dins de la colònia, ineficàcia, corrupció i discriminació racial, entre molts altres.
Escrivint per a la població literària portuguesa d'Angola, Pereira va escriure sobretot en portuguès. Pereira va perdre la seva feina i va ser jutjat quan, el 1890, va suggerir que l'Imperi Britànic assumís l'administració colonial de la colònia a causa de la incompetència portuguesa. Va morir 16 mesos més tard al maig de 1891 de causes naturals.